# Пъстроопашата акула
Пъстроопашатата акула (Carcharhinus sorrah) е вид хрущялна риба от семейство Сиви акули (Carcharhinidae). Видът е почти застрашен от изчезване.

## Разпространение
Разпространен е в Австралия (Западна Австралия, Куинсланд, Нов Южен Уелс и Северна територия), Виетнам, Египет, Еритрея, Йемен, Индия, Индонезия, Китай, Мавриций, Мадагаскар, Малайзия, Мозамбик, Пакистан, Провинции в КНР, Саудитска Арабия, Сейшели, Сингапур, Соломонови острови (Санта Крус), Сомалия, Судан, Тайван, Тайланд, Филипини, Шри Ланка и Южна Африка.